# 곽산역
곽산역(郭山驛)은 조선민주주의인민공화국 평안북도 곽산군에 있는 철도역이다. 평의선이 지나며, 곽산군의 중심 역이다. 1905년 경의선 개통과 동시에 영업을 개시하였다.